# Zoonim
Zoonim jest ukształtowaną nazwą własną zwierzęcia, a nie jego określeniem apelatywnym (potocznym), jak np. koń, krowa, świnia (Bubak 1998: 329), choć nazwy pospolite mogą również pełnić funkcję zoonimu. Według Czesława Kosyla zoonimy są efektem antropomorfizacji, ponieważ wskazuje na to: "częste, sekundarne użycie w tej funkcji nazw osobowych np. pies Bartek, kot Baltazar, koń Kuba itp., lecz także odwzorowanie antropomorficznych procesów słowotwórczych np. Ciapuś, Ciapunio, Ciapulek, Ciapeczek, żart. Ciapuliński od imienia psa Ciapek" (Bubak 1998: 329). 
Niektórzy badacze twierdzą jednak, że zoonimy są odrębnym zbiorem tworów onomastycznych, a ich formowanie obywa się według swoistych, właściwych im reguł (m.in. Bubak 1998: 330). Należy jednak stwierdzić, że zoonimia łączy się z antroponimią jedynie częściowo. Wynika to z faktu, iż przedmiotem badań antroponimii są imiona, nazwiska i przezwiska, zaś zoonimia związana jest leksykalnie i morfologicznie jedynie z przezwiskami. W funkcji nazw własnych zwierząt występują, jak wcześniej wspomniano, antroponimy. Funkcję tę mogą spełniać jednak także inne zbiory nazw własnych, m.in. toponimy czy chrematonimy oraz określenia apelatywne.

## Zoonim jako nazwa własna
Zoonim jako nazwa własna powinien przede wszystkim odróżniać nosiciela imienia spośród innych osobników, czyli pełnić funkcję wyróżniającą, lecz imiona zwierzęce nie zawsze służą odróżnieniu jednostki spośród wielu. Funkcja wyróżniająca jest nieodzowna w wypadku ogrodu zoologicznego bądź hodowli zwierząt rasowych, gdy w miejscu bytowania przebywa wiele zwierząt tego samego gatunku lub w domu mieszka kilka osobników niekoniecznie jednego gatunku. Funkcja wyróżniająca zoonimu nie jest jednak przydatna, gdy posiada się tylko jedno zwierzę. Zoonim służy zatem nawiązaniu kontaktu ze zwierzęciem, zwrócenia na siebie jego uwagi, pełni tym samym funkcje – fatyczną i impresywną (Strutyński 1996: 105). 
Istnieją także zwierzęta, z którymi kontakt jest ograniczony lub całkowicie niemożliwy np. ryby, płazy, gady, pajęczaki. Janusz Strutyński uznaje, że fakt nadania imienia tym zwierzętom pełni funkcję stanowiącą, a samo imię – wyłącznie funkcję posesywną. Nadanie imienia takiemu zwierzęciu jest w tym wypadku dowodem posiadania, symbolem przynależności do właściciela. Nosiciel imienia jest uzależniony od jego nadawcy. Jeżeli właściciel posiada kilka zwierząt (jednego lub różnych gatunków), to prócz funkcji posesywnej, zoonim spełnia też funkcję odróżniającą. 
Trudno zgodzić się ze zdaniem badacza, ponieważ nazywanie zwierząt uznawanych za niekontaktowe i wybór danego zoonimu pełni przede wszystkim funkcję emotywną, gdyż chęć nawiązania kontaktu emocjonalnego, w tym wypadku jednostronnego i pochodzącego od nadawcy imienia, jest głównym celem twórcy zoonimu.
W wypadku posiadania zwierząt, z którymi kontakt jest możliwy, istnieją dwie możliwości: imię pełni funkcję posesywną i fatyczno-impresywną (jedno zwierzę) lub posesywną, odróżniającą i fatyczno-impresywną (kilka zwierząt). 

## Podział zoonimów
Zoonimia, ze względu na miejsce występowania zwierząt, dzieli się na:
1. zoonimię ludową – nazwy własne zwierząt hodowanych na terenach wiejskich
2. zoonimię miejską − nazwy własne zwierząt pokojowych, czyli zwierząt hodowanych w domach mieszkańców miast lub zwierząt mieszkających w ogrodach zoologicznych
3. zoonimię literacką – nazwy własne zwierząt występujących w literaturze.

Ponadto badacze uznali zoonimię zwierząt ogrodów zoologicznych za odrębny dział nazewnictwa zwierząt oraz stworzyli dział zoonimii zwany urbozoonimia (Strutyński 1996). W skład tej grupy zoonimów wchodzą nazwy własne zwierząt trzymanych w domach mieszkańców miast z wyłączeniem nazw zwierząt ogrodów zoologicznych. 
Imiona zwierząt, podobnie jak nazwy osobowe (antroponimy), mogą występować w formie podstawowej (zoonimy podstawowe), spieszczeniach i zdrobnieniach (hipokorystyka zoonimiczne) oraz przezwiskach i wyzwiskach (zoonimy fakultatywne). Świadczy to o chęci człowieka do „oswajania” rzeczywistości.

## Zoonimy podstawowe
Za podstawową formę zoonimu uznaje się imię nadane zwierzęciu jako pierwsze. Onim ten traktowany jest jako „oficjalne” imię zwierzęcia, a jego postać może przyjąć, w odróżnieniu od skodyfikowanych i ustanowionych prawnie metrykalnych imion ludzkich, dowolną formę i kształt, tzn. zwierzęcym imieniem „oficjalnym” może być zarówno onim Maks jak i Maksio czy Maksik. W wypadku imion metrykalnych, formy inne niż imiona skodyfikowane, np. formacje ekspresywne Karolek i Lolek od imienia pierwszego Karol, traktowane są jako oboczne względem imienia podstawowego. Natomiast w zoonimii za zwierzęce imiona oficjalne uznaje się jedynie nazwy zarejestrowane w polskim Związku Kynologicznym.

## Hipokorystyka zoonimiczne (spieszczenia i zdrobnienia zoonimów)
Hipokorystyka zoonimiczne to wszelkie imiona zwierzęce pochodzące od podstawowej formy zoonimów, czyli pierwszego imienia zwierzęcia, które określane są jako imiona pieszczotliwe. Nazwy te są przede wszystkim nazwami ekspresywnymi, a proces ich tworzenia nie wiąże się w jakikolwiek sposób z momentem wyobrażeniowym, jak w wypadku deminutywów właściwych (Siatkowska 1967: 157-170), lecz wyłącznie z momentem emocjonalnym, jak w hipokorystykach odapelatywnych (Domin 2000: 13). Zatem za hipokorystyka zoonimiczne należy uznać zarówno zoonimy Dianuś, jak i Dianka czy Dianeczka. Wyrazem motywującym hipokorystyka zoonimiczne może być zarówno zoonim pełny, jak i imię hipokorystyczne będące w tym wypadku podstawową formą imienia (por. Łobodzińska, Tomczak 1988: 26).
Najpopularniejszym formantem słowotwórczym, urabiającym zarówno hipokorystyka zoonimiczne, jak i spełniającym funkcję strukturalną w derywatach odrzeczownikowych, jest przyrostek –ek, np. Amor-ek < Amor, Azor-ek < Azor, Gnom-ek < Gnom. Natomiast, oparty na tym samym korpusie afiksalnym, formant –ka derywuje najczęściej zwierzęce imiona żeńskie nadając im ton poufałości i intymności, np. Fion-ka < Fiona, Dian-ka < Diana, Pereł-ka < Perła. Podobną funkcję spełnia przyrostek –cia, np. Her-cia < Hera, Kor-cia < Kora, Sab-cia < Saba. Pozostałe formanty oparte na podstawowych elementach –ch–, –l–, –n–, –ś–  oraz –sz–, np. Waż-ucha < Ważka, Rud-ulek < Rudy, Podu-nia < Poduszka, Bor-uś < Borys, Mati-uszka < Mati < Mathea,  stosowane są w podobnym celu i pełnią tę samą funkcję, ponieważ główną funkcją nazw hipokorystycznych jest wskazanie i uwypuklenie pozytywnego związku emocjonalnego łączącego twórcę imienia i nazywane zwierzę. 
Przyrostki deminutywne wykorzystywane w procesie tworzenia zdrobniałych form apelatywnych, np. formanty jednomorfemowe –ek, –ka, –ik i ich warianty komponowane –eczek, –eczka, –iczek, stają się formantami hipokorystycznymi dla form odimiennych, ponieważ używane są w celu podkreślenia ekspresywności powstającej nazwy własnej.
Poza tym wszystkie zgromadzone hipokorystyka zoonimiczne motywowane są nazwami własnymi bez względu na fakt, iż zoonimy pierwsze, pełniące w tym wypadku rolę wyrazów podstawowych, mogą być inspirowane zarówno nazwami własnymi jak i apelatywami. 
Interesującym zjawiskiem dotyczącym zarówno hipokoryzacji imiennej jak i zoonimicznej jest występowanie kilku imion zdrobniałych służących określeniu jednego osobnika, np. Maksik, Maksio, Maksiu, Maksiuń, Maksieczek, Maksiulek > Maks. Z drugiej jednak strony występują takie hipokorystyka, którymi nazywa się wielu nosicieli, np. wspomniany powyżej zoonim Maks i jego formy „nieoficjalne” mogą być używane w odniesieniu do zwierząt różnego gatunku, m.in. psów, kotów, królików. 
Hipokorystyka zoonimiczne są całkowicie niezbadanym zbiorem w wśród imion zwierząt. Głównym problemem w opisie i analizie tychże onimów jest niewątpliwy brak opracowań dotyczących tego zagadnienia. Nie należy jednak zapominać, iż hipokorystyka zoonimiczne tworzone są zazwyczaj zgodnie z regułami powstawania hipokorystyków imiennych będących punktem odniesienia w badaniach nad „nieoficjalnym” imiennictwem zwierzęcym.

## Zoonimy fakultatywne (przezwiska i wyzwiska zwierząt)
Terminem zoonim fakultatywny określa się imiona zwierzęce podane uznawane jako inne niż pierwsze imię zwierzęcia, tzn. nazwy podane jako drugie imiona zwierząt. Zoonimy fakultatywne zbliżone są formalnie i znaczeniowo do klasy przezwisk i podobnie jak te formy nieoficjalne są zazwyczaj nacechowane emocjonalnie. 
Szczególnie interesujący jest fakt, iż wśród zgromadzonych w ciągu badań zoonimów fakultatywnych przeważa liczba derywatów słowotwórczych nad nazwami przeniesionym. Nie jest to sytuacja zaskakująca, gdyż wykazano (Obara 1995, 1998), iż posługiwanie się tylko jedną, podstawową formą zoonimu jest bardzo rzadkie. Przeważnie od nazw tych urabiane są liczne formy derywowane. Dotąd grupa zoonimów fakultatywnych nie jest przedmiotem wielu opracowań w porównaniu z imponującym zbiorem prac dotyczących  podstawowych form zoonimów, jednak wskazuje na rozwijającą się świadomość językową nadawców imion. 

## Podsumowanie
Nazewnictwo zoonimiczne związane jest nierozerwalnie z czynnikami pozajęzykowymi wpływającymi na kształt i formę powstających zoonimów. Zróżnicowanie leksykalne i słowotwórcze imion zwierzęcych wynika z działania różnorodnych przyczyn.  
Prowadzone w roku 2010 we Wrocławiu badania zoonimiczne1 wykazały bezsprzecznie, że czynnikiem, który bez wątpienia wpływa na wybór nazwy zwierzęcia jest telewizja, która jako popularny i powszechnie dostępny przekaźnik informacji oddziałuje na widza. Zdecydowana większość analizowanych zoonimów przejęta jest bezpośrednio z programów emitowanych w telewizji m.in. seriali komediowych, bajek, filmu, np. Czesio ‘Lubię Czesia z Włatcuf much’, Domiś ‘Z programu dla dzieci’, Simba ‘Jak lew z bajki Król lew’, Szarik ‘Z filmu Czterej pancerni i pies (wyglądem przypomina tego psa)’. Popularność ”telewizyjnego” imienia, którym obdarzone jest zwierzę zależy od czasu trwania danego programu telewizyjnego. Moda imienia przemija wraz z zakończeniem emisji serialu, bajki itp. bądź nazwa ta funkcjonuje po pewnym czasie jako typowe imię zwierzęce, niewykazujące w świadomości nadawców bezpośredniego związku z telewizją, np. imiona Cezar, Diana czy Reks uznawane są obecnie za typowo psie imiona (Strutyński 1996: 243-249). 
Istotną rolę w kreowaniu miejskiego nazewnictwa zwierzęcego odgrywa bezspornie czynnik socjologiczny.  
Zróżnicowanie pomiędzy źródłami inspiracji zoonimów wynika przede wszystkim z odmienności w nazywaniu zwierząt przez kobiety i mężczyzn. 
Zazwyczaj pomysłodawcami imion zwierzęcych są kobiety (przeprowadzone badania dowiodły, iż kobiety stworzyły aż 72% wszystkich nazw). One też najczęściej wybierały jako  źródło inspiracji  zoonimów inne nazwy własne (aż 29% zoonimów wykreowanych przez kobiety inspirowanych jest nazwami własnymi). Fakt ten świadczy o zdecydowanej aktywności kobiet w procesie nazywania zwierząt. Natomiast mężczyźni, przy wyborze zoonimu, kierowali się cechą zewnętrzną zwierzęcia i stworzyli zdecydowani więcej niż kobiety – zoonimów derywowanych (aż 65 zoonimów derywowanych stworzyli mężczyźni).Nie bez znaczenia jest także wiek osób nazywających zwierzęta. Największą liczbę zoonimów zarówno w grupie kobiet jak i mężczyzn stworzyli informatorzy w przedziale wiekowym od 21 do 30 lat (44% wszystkich wykreowanych zoonimów). Bez wątpienia wynik ten związany jest z aktywnością zawodową, kulturalną i społeczną tych osób. Świadczy to o kreacyjności informatorów i ich chęci do tworzenia całkiem nowych nazw.
Kreacyjność zoonimów uzależniona jest także od wykształcenia nadawców imion zwierzęcych. Według przeprowadzanych analiz, największy zbiór zoonimów utworzyły osoby z wyższym wykształceniem (30% kobiet i 16% mężczyzn). Fakt ten jest interesujący i zaskakujący, ponieważ nie należy jednoznacznie twierdzić, iż kreatywność człowieka zależy od poziomu jego wykształcenia, lecz indywidualnych zdolności językowych.   W tym wypadku trzeba jednak zaznaczyć, że zależność pomiędzy poziomem wykształcenia a wysoką aktywnością językową jest oczywista. 
Czynniki wpływające na kształt i formę powstających zoonimów są zróżnicowane, dlatego trudno jednoznacznie wskazać główne źródło inspiracji imion zwierzęcych. Przyczyny nadawania imion zwierzęcych są zatem interesującym polem badań zarówno dla językoznawców jak i socjologów.